# Weekly Shōnen Jump
Weekly Shōnen Jump (Nhật: 週刊少年ジャンプ (Chu san Thiếu niên Jump) Hepburn: Shūkan Shōnen Janpu, tiếng Anh: Weekly Shonen Jump) là một tạp chí hàng tuần chuyên về shōnen manga (manga dành cho thiếu niên) tại Nhật do nhà xuất bản Shueisha phát hành theo dòng tạp chí Jump . Đây là tạp chí manga bán chạy nhất,  cũng như hoạt động lâu nhất; số đầu tiên phát hành ngày 2 tháng 7 năm 1968. Các manga của tạp chí hướng mục tiêu đến những độc giả nam trẻ tuổi (thiếu niên) nên thường mang xu hướng hành động, có nhiều cảnh chiến đấu, đôi khi xen lẫn hài hước. Các chương lẻ đăng trên Weekly Shōnen Jump được tập hợp và phát hành dạng tập tankōbon  bởi chi nhánh "Jump Comics" của nhà xuất bản Shueisha sau khoảng 2 đến 3 tháng.
Giai đoạn giữa những năm 1980 đến 1990 đại diện cho thời kỳ đỉnh cao của tạp chí này khi lượng phát hành ở mức cao nhất (6,53 triệu bản in), được gọi là "Kỷ nguyên vàng của Jump". Tuy nhiên, kể từ đó tạp chí đã trải qua một đợt suy giảm mạnh và có số lưu hành tầm 2,4 triệu bản vào đầu năm 2015.
Weekly Shōnen Jump có 2 tạp chí anh em là Jump SQ, được tạo ra sau sự sụp đổ của Nguyệt san Thiếu niên Jump và Saikyō Jump. Nó cũng có một số đối tác quốc tế, Weekly Shōnen Jump tại thị trường Bắc Mỹ hiện nay là một trong số đó.

## Lịch sử ra đời

Số đầu tiên của tạp chí Bessatsu Shōnen Jump, sau đổi thành Shōnen Book

Logo của Weekly Shōnen Jump

Weekly Shōnen Jump được ra đời bởi nhà xuất bản Shueisha từ ngày 02, tháng 7 năm 1968 để cạnh tranh với những tạp chí thành công khác như Weekly Shōnen Magazine và Weekly Shōnen Sunday.  Ấn phẩm anh em với Weekly Shōnen Jump là tạp chí manga Shōnen Book, lúc đầu vốn là một tuyển tập shōjo manga ngắn dành cho nam giới với tên Shōjo Book. Trước ấn bản thứ 20, Weekly Shōnen Jump lấy tên đơn giản là Shōnen Jump (少年ジャンプ) , 1 tạp chí tuần ra 2 số. Năm 1969, Shōnen Book ngừng xuất bản, Shōnen Jump trở thành tập san hàng tuần và một tạp chí tháng mới tên Bessatsu Shōnen Jump ra đời thế chỗ cho Shōnen Book. Tạp chí này sau đổi tên thành Nguyệt san Shōnen Jump trước khi bị ngưng và cuối cùng được thay thế bằng Jump SQ.
Famicom Jump: Hero Retsuden,  dòng game video phát hành năm 1988 dành cho Family Computer (một loại máy tính của Nintendo hỗ trợ chơi game gia đình) được sản xuất nhân kỷ niệm 20 năm ra đời tạp chí. Phần tiếp theo ra đời sau đó với tên: Famicom Jump II: Saikyō no Shichinin vào năm 1991, cũng dành cho hệ máy tính gia đình. Năm 2000, thêm hai trò chơi nữa được tạo ra mục đích chúc mừng lễ kỷ niệm tạp chí. Một game giao đấu mang tên Jump Super Stars đã được phát hành cho hệ máy Nintendo DS năm 2005, tiếp theo là Jump Ultimate Stars vào năm 2006. Một tựa game giao hữu khác, J-Stars Victory Vs., được phát hành năm 2014 cho hệ máy PlayStation 3 và PlayStation Vita nhằm kỷ niệm sinh nhật Jump lần thứ 45.
Vào thời kỳ đỉnh cao giữa những năm 1990, Weekly Shōnen Jump  có số phát hành lên đến 6 triệu bản. Trong những năm gần đây, con số lưu hành chỉ đạt dưới ba triệu bản in.
Do sự kiện động đất và sóng thần Tōhoku năm 2011, đơn hàng cho ấn bản thứ 15 của năm 2011 bị hủy ở một số khu vực tại Nhật Bản. Shueisha phản hồi lại bằng cách phát hành ấn bản này miễn phí trực tiếp trên website từ 23, tháng 3 đến 27 tháng 4.
Vào ngày 11, tháng 7 năm 2013, tập đoàn Namco Bandai mở 1 công viên giải trí lấy chủ đề xoay quanh các series truyện của Weekly Shōnen Jump . Với tên gọi J-World Tokyo, công viên nằm trên tầng 3 tòa cao ốc trung tâm thương mại Sunshine City World tại Ikebukuro với diện tích 1.52 mẫu Anh.
Nhân dịp kỷ niệm 45 năm tạp chí vào năm 2013, Shueisha mở một cuộc thi vẽ truyện tranh cho mọi đối tượng, chấp nhận ba ngôn ngữ: tiếng Nhật, tiếng Anh và tiếng Trung Quốc. Nội dung được đánh giá bởi ban biên tập của tạp chí, cơ cấu gồm bốn giải thưởng, một giải cho tác phẩm xuất sắc nhất và 3 giải nhất cho mỗi ngôn ngữ, tổng giá trị tầm 500.000 yên (khoảng 4,900$ US), bảo đảm được đăng trên cả tạp chí Jump và các phiên bản đặc biệt khác như ấn bản tại thị trường Bắc Mỹ, OK! Comic của Trung Quốc hay Formosa Youth của Đài Loan.
Một ứng dụng cho điện thoại di động mang tên "Jump Live" đã được ra mắt vào tháng 8 năm 2013 phổ biến nội dung độc quyền từ các tác giả hiện có tác phẩm đăng trên Weekly Shōnen Jump.

### Giải thưởng cho người mới
Weekly Shōnen Jump cùng với công ty mẹ Shueisha tổ chức các cuộc thi thường niên dành cho những người  mới, đang hoặc có dự định trở thành mangaka dự thi sáng tác những mẩu truyện 1 chương (one-shot). Tác phẩm xuất sắc nhất được ban giám khảo (bao gồm những cựu họa sĩ và những người vẫn còn sáng tác manga) trao tặng giải thưởng đặc biệt dành cho loạt truyện mới. Giải Tezuka, giải thưởng đặt theo tên ông tổ truyện tranh Osamu Tezuka được trao cho tất cả các thể loại. Giải Akatsuka, đặt theo tên ông tổ manga châm biếm Fujio Akatsuka, là một giải thưởng tương tự dành riêng cho thể loại manga hài và châm biếm. Nhiều họa sĩ truyện tranh của Weekly Shōnen Jump bước đầu khởi nghiệp bằng việc giành chiến thắng hoặc được biết đến nhờ những cuộc thi trao giải này.

### Liên quan
Weekly Shounen Jump cũng là thương hiệu manga chính của nhà xuất bản Shueisha do mức độ phổ biến và sự đón nhận của độc giả đối với các series được đăng trên tạp chí. Mặc dù manga được phát hành trên cả trang tạp chí chính cũng như trên dòng Jump Comics , chúng vẫn được tái bản thành nhiều phiên bản khác nhau như kazenban và "bản làm lại" của tác phẩm gốc, thường phát hành song song theo series cũ hoặc tiền truyện. Thương hiệu Jump cũng được dùng trên ấn phẩm dạng tankōbon của series manga, những CD phim liên quan, và tại "Jump Festa", một lễ hội nhằm trình diện cá nhân và sản phẩm đằng sau những tựa manga của Weekly Shōnen Jump .

## Tiêu biểu

### Series
Hiện tại có 21 tựa manga đang được đăng trên Weekly Shōnen Jump. Trong số đó, Boruto: Naruto Next Generations được đăng theo chu kỳ hàng tháng và Hunter × Hunter được đăng theo chu kỳ không thường xuyên.
| Tiêu đề                                                                  | Tác giả                                 | Ra mắt            |
| ------------------------------------------------------------------------ | --------------------------------------- | ----------------- |
| act-age (アクタージュ)                                                   | Matsuki Tatsuya, Usasaki Shiro          | tháng 1 năm 2018  |
| Black Clover (ブラッククローバー )                                       | Tabata Yūki                             | tháng 2 năm 2015  |
| Boruto: Naruto Next Generations (BORUTO-ボルト- NARUTO NEXT GENERATIONS) | Kodachi Ukyo, Ikemoto Mikio             | tháng 6 năm 2016  |
| Chainsaw Man (チェンソーマン)                                            | Fujimoto Tatsuki                        | tháng 12 năm 2018 |
| Kimetsu no Yaiba (鬼滅の刃)                                              | Gotōge Koyoharu                         | tháng 2 năm 2016  |
| Dr.STONE (ドクターストーン)                                              | Inagaki Riichiro, Boichi                | tháng 3 năm 2017  |
| Shokugeki no Soma (食戟のソーマ)                                         | Tsukuda Yūto, Saeki Shun, Morisaki Yuki | tháng 11 năm 2012 |
| Haikyū!! (ハイキュー!!)                                                  | Furudate Haruichi                       | tháng 2 năm 2012  |
| Gokutei Higuma (獄丁ヒグマ)                                              | Hokami Natsuki                          | tháng 12 năm 2018 |
| Hinomaru Zumō (火ノ丸相撲)                                               | Kawada                                  | tháng 5 năm 2014  |
| Hunter x Hunter (ハンター×ハンター Hantā × Hantā)                        | Togashi Yoshihiro                       | tháng 3 năm 1998  |
| Jimoto ga Japan (ジモトがジャパン)                                       | Hayashi Seiji                           | tháng 9 năm 2018  |
| Jujutsu Kaisen (呪術廻戦)                                                | Akutami Gege                            | tháng 3 năm 2018  |
| Saigo no Saiyūki (最後の西遊記)                                          | Nonoue Daijiro                          | tháng 3 năm 2019  |
| Học viện siêu anh hùng (僕のヒーローアカデミア Boku no Hīrō Akademia)    | Horikoshi Kōhei                         | tháng 7 năm 2014  |
| ne0;lation                                                               | Hirao Tomohide, Yoda Mizuki             | tháng 12 năm 2018 |
| One Piece (ワンピース Wan Pīsu)                                          | Oda Eiichirō                            | tháng 8 năm 1997  |
| Shishunki Renaissance! David-kun (思春期ルネサンス！ダビデ君)            | Kuroki Yūshin                           | tháng 9 năm 2018  |
| Miền đất hứa (約束のネバーランド Yakusoku no Neverland)                  | Shirai Kai, Demizu Posuka               | tháng 8 năm 2016  |
| Bokutachi wa Benkyō ga Dekinai (ぼくたちは勉強ができない)                | Tsutsui Taishi                          | tháng 2 năm 2017  |
| Yuragi-sō no Yūna-san (ゆらぎ荘の幽奈さん)                               | Miura Tadahiro                          | tháng 2 năm 2016  |
| Sakamoto Days (サカモト デイズ)                                          | Yuuto Suzuki                            | tháng 11 năm 2020 |

## Ấn phẩm đặc biệt

### Jump Next!
Jump Next! (ジャンプNEXT! Janpu NEXT!) nguyên là một nhánh theo mùa của Weekly Shōnen Jump phát hành vào các dịp nghỉ lễ tại Nhật Bản. Sau đó, nó trở thành một ấn phẩm độc lập ra mỗi tháng từ 14, tháng 3, 2014. Tạp chí được xuất bản dưới tên Akamaru Jump (赤マルジャンプ Akamaru Janpu) trước ngày 30, tháng 4, 2010. Jump Next!  nổi bật với nhiều one-shots  của những họa sĩ manga nghiệp dư trên tạp chí. Nó còn đăng thêm những one-shot của các mangaka chuyên nghiệp, nhằm giới thiệu về series sắp tới sẽ công bố trên tạp chí chính. Gần đây, nó cũng là nơi công bố những chương cuối các series bị hủy trên Weekly Shōnen Jump, chẳng hạn như Enigma và Magico. Tạp chí còn giới thiệu các chương yonkoma (tranh 4 khung) của những bộ truyện nổi tiếng như Death Note và Naruto, hay chương pilot (mở đầu) của Bleach. Jump Next!  trong quá khứ có vài phiên bản đặc biệt khác:
- Aomaru Jump (青マルジャンプ Aomaru Janpu?) là 1 ấn phẩm dộc lập của Akamaru Jump.[14] Các one-shot được giới thiệu trên Aomaru Jump là Dead/Undead, Shōgai Oyaji Michi!, The Dream, Mieruhito, Yūtō ☆ Hōshi, và Fuku wa Jutsu.[15]
- Jump the Revolution! (ジャンプ the REVOLUTION!?) là một phiên bản đặc biệt của Akamaru Jump đã phát hành 2 số vào tháng 11 năm 2005 và 2006. Jump the Revolution! gồm one-shot của series sắp ra mắt trên Weekly Shōnen Jump chuẩn bị thành series trên Jump SQ .

### V Jump
V Jump (Vジャンプ Bui Janpu) ban đầu là một nhánh của Weekly Shōnen Jump dưới dạng ấn bản đặc biệt tên gọi Weekly Shōnen Jump Tokubetsu Henshū Zōkan V Jump (週刊少年ジャンプ特別編集増刊 V JUMP) kéo dài từ năm 1992 đến 1993. Sau đó V Jump trở thành 1 tuyển tập độc lập riêng chuyên về trò chơi, bao gồm video và card game.

### Super Jump
Super Jump (スーパージャンプ Sūpā Janpu) ban đầu  cũng là một nhánh của Weekly Shōnen Jump dạng ấn bản đặc biệt có tên Weekly Shōnen Jump Tokubetsu Henshū Zōkan Super Jump (週刊少年ジャンプ特別編集増刊 スーパージャンプ). Tạp chí được xuất bản từ năm 1968 đến 1988, khi nó trở thành một tuyển tập riêng biệt chuyên về seinen manga.

### Jump VS
Jump VS là một ấn phẩm đặc biệt của Weekly Shōnen Jump, ra mắt vào ngày 22, tháng 3 năm 2013. Nó tập trung vào mảng "battle manga" (manga chiến đấu) và gồm 12 one-shot.

## Sự thích nghi tại nước ngoài
Các tựa manga của Weekly Shōnen Jump được dịch sang nhiều ngôn ngữ khác, một số thậm chí còn có tuyển tập Weekly Shōnen Jump  phiên bản riêng của nước đó. Truyện tranh của Weekly Shōnen Jump  cũng được xuất bản ở nhiều nước khác nhau, nơi mà tạp chí không phát hành ấn phẩm riêng, ví dụ như Anh, Argentina, México, Tây Ban Nha, Australia, và Hàn Quốc.

### Shonen Jump
Shonen Jump, do Viz Media phát hành tại khu vực Bắc Mỹ, ra mắt vào tháng 11 năm 2002, với ngày tháng trên trang bìa là tháng 1 năm 2003. Mặc dù nội dung dựa trên Weekly Shōnen Jump nhưng tạp chí Shonen Jump bản tiếng Anh thiết kế lại cho độc giả Anh và Mỹ được xuất bản theo tháng, thay vì hàng tuần. Nội dung của nó ngoài các chương tuần tự từ 7 bộ manga còn có các bài viết về ngôn ngữ và văn hóa Nhật Bản, manga, anime, video game, và figurine (tượng các nhân vật trong văn hóa anime). Kết hợp cùng tạp chí, Viz tạo dấu ấn bằng việc tung ra những loại văn hóa phẩm liên quan đến các series trong tạp chí và các tác phẩm shōnen khác. Những thứ này bao gồm 2 thể loại mới thuộc văn hóa manga và DVD anime, đó là ra mắt loại hình tiểu thuyết light novel dành cho fan hâm mộ và mọt sách, phát hành loại hình "art book" (sách ảnh).
Trước khi ra mắt tạp chí, Viz tung ra chiến dịch tiếp thị rộng rãi để quảng bá cho tạp chí và giúp nó thành công khi mà các tuyển tập manga khác ở Bắc Mỹ đã thất bại. Shueisha mua cổ phần của Viz nhằm tài trợ liên doanh, Cartoon Network, Suncoast, và Diamond Distributors đã trở thành đối tác quảng bá trên tạp chí. Số đầu tiên phải in tới ba lần mới đủ đáp ứng nhu cầu, với hơn 300.000 bản được bán ra. Tạp chí được trao tặng giải ICv2 "Sản phẩm truyện tranh của năm" vào tháng 12 năm 2002 và tiếp tục đạt doanh số bán hàng cao với lượng phát hành hàng tháng là 215.000 bản trong năm 2008. Shonen Jump ngưng phát hành vào tháng 4 năm 2012 để ủng hộ tạp chí trực tuyến kế nhiệm của nó, Weekly Shōnen Jump.

### Weekly Shōnen Jump
Weekly Shōnen Jump, tạp chí kế nhiệm của Viz Media thay cho tuyển tập hàng tháng Shonen Jump, là một tuyển tập shōnen manga trực tuyến tại Bắc Mỹ được ra mắt đồng thời với phiên bản tiếng Nhật của Weekly Shōnen Jump. Đây là hình thức tạp chí online, một phần để chống lại hành vi vi phạm bản quyền manga qua dịch vụ của các cộng đồng dịch manga lậu. Nó bắt đầu ra đều đặn từ ngày 30 tháng 1 năm 2012, các số mới tiếp tục được phát hành trực tuyến sau hai tuần kể từ khi tạp chí gốc phát hành tại Nhật Bản. Số đầu tiên, Weekly Shōnen Jump Alpha chỉ với 06 tựa truyện nhưng chỉ trong vòng một năm đã lên tới 12 series. Vào 21 tháng 1 năm 2013 tạp chí đã có thương hiệu riêng và chuyển sang phát hành song song với phiên bản giấy tại Nhật Bản.

### Banzai!
Banzai!  là phiên bản tiếng Đức của Weekly Shōnen Jump do nhà xuất bản Carlsen Verlag phát hành, được xuất bản từ năm 2001 đến tháng 12 năm 2005 trước khi bị hủy bỏ. Bên cạnh các tựa manga của Weekly Shōnen Jump, tạp chí còn ra mắt những tác phẩm truyện tranh của nước Đức. Nó cạnh tranh với một ấn phẩm chị em khác là tuyển tập về shōjo  manga tên Daisuki. Tạp chí có số lưu hành tầm 140.000 bản.

### Remen Shaonian Top
Rèmén Shàonián Top (熱門少年TOP) là khuôn mẫu cho phiên bản hàng tuần tiếng Trung của Weekly Shōnen Jump, xuất bản tại Đài Loan bởi nhà xuất bản Da Ran. Trong những năm 1990, Da Ran bị phá sản và tạp chí phải ngừng xuất bản. Rèmén Shàonián Top  ra đều đặn các series như Yu-Gi-Oh!, Tottemo! Luckyman, Hikaru no Go, và One Piece  cũng như một số Manhua nội địa khác.

### Formosa Youth
Formosa Youth (寶島少年 Báodǎo Shàonián, lit. "Taiwan Teen") là phiên bản tuần san tiếng Trung Quốc hiện tại  của Weekly Shōnen Jump. Formosa Youth giới thiệu nhiều series từ Weekly Shōnen Jump. Tạp chí Formosa Youth  cập nhật bản dịch manga của Weekly Shōnen Jump hàng ngày. Ấn phẩm chị em của Formosa Youth là Dragon Youth Comic (龍少年 Lóng Shàonián) chuyên về Manhua nội địa. Năm 1977, công ty Tong Li, do Fang Wan-Nan sáng lập, ra đời, cho ra các bản truyện  lậu tới tận năm 1992. Một điều luật ở Đài Loan đã hạn chế tất cả hành vi phát hành lậu manga ở đây. Trong năm 1992, Tong Li đã xuất bản rất nhiều bộ truyện tranh và tạp chí Manhua như New Youth Bulletin, Youth Comic, Margaret Girl, Dragon Youth Comic, và Formosa Youth. Vài series như One Piece và Hikaru no Go mới  đầu được ra mắt trên tạp chí chuyên về manga/manhua Rèmén Shàonián Top (熱門少年TOP) của nhà xuất bản Da Ran, nhưng khi Daran  bị phá sản, các series này được chuyển sang tạp chí Formosa Youth.

### EX-am
EX-am là phiên bản Hồng Kông của Weekly Shōnen Jump   phát hành bởi bộ phận chuyên về truyện tranh Culturecom Comics của tập đoàn Culturecom, nhà phân phối truyện tranh lớn nhất khu vực châu Á. Tạp chí ra mắt Hunter × Hunter, Captain Tsubasa và Dragon Ball — những tựa manga giữ mức lưu hành cao nhất tại Hồng Kông, cùng với Manhua nội địa có mức tiêu thụ cao nhất như Trung Hoa Anh hùng: Truyền thuyết huyết kiếm.

### C-Kids
C-Kids (ซีคิดส์ See Kít) là bản tiếng Thái của Weekly Shōnen Jump xuất bản bởi Siam Inter Comics. C-Kids phát hành nhiều series Weekly Shōnen Jump  như One Piece, Gintama cùng các bộ truyện tranh Thái phong cách manga do Cartoon Thai Studio tạo ra như EXEcutional.

### Boom
Boom (บูม) là 1 phiên bản khác của Weekly Shōnen Jump với ngôn ngữ tiếng Thái, do Nation Edutainment phát hành.Boom ra mắt nhiều series của Weekly Shōnen Jump  như Naruto, Death Note cùng nhiều bộ truyện tranh Thái của Factory Studio ảnh hưởng phong cách manga như Meed Thii Sib-Sam và Apaimanee Saga.

### Shonen Jump Thụy Điển
In November 2004, Manga Media began publication of a Swedish language version of Weekly Shōnen Jump in Sweden, called Shonen Jump as a sister publication to their existing magazines Manga Mania and Shojo Stars. The magazine included chapters from various popular Weekly Shōnen Jump titles including Bleach, Naruto, Shaman King, and Yu-Gi-Oh!. Tháng 11 năm 2007, sau khi phát hành được 37 số, Manga Media công bố ngừng xuất bản tạp chí. Nó có số lưu hành tầm 30 triệu bản.

### Shonen Jump Na Uy
Một phiên bản tiếng Na Uy của Weekly Shōnen Jump bắt đầu xuất bản tại Na Uy vào tháng 3 năm 2005. Nhà xuất bản  Schibsted Forlagene chịu trách nhiệm phát hành, bản tiếng Na Uy là bản dịch trực tiếp của phiên bản tiếng Thụy Điển của tạp chí Bonnier, gồm các series và tựa truyện như nhau.  Khi Bonnier đánh mất giấy phép của Weekly Shōnen Jump, phiên bản tiếng Na Uy cũng ngừng xuất bản, số cuối cùng phát hành vào ngày 26 tháng 2 năm 2007. Họ cũng đã cho ra mắt 2 tập sách ngắn: "En Bok Fra Shonen Jump" (1 cuốn sách từ Shonen Jump) chứa thông tin sách và "Dragon Ball Ekstra" (Dragon Ball bản thêm) - chương đặc biệt cho tựa manga do Akira Toriyama sáng tác. Anime Dragon Ball Z , phim dựa theo manga cũng đã được phát hành bởi hãng "TV Anime Comic".

## Lưu hành và thị hiếu
Weekly Shōnen Jump là tạp chí manga bán chạy nhất tại Nhật Bản. Năm 1982, Weekly Shōnen Jump đạt số lưu hành 2,55 triệu bản. Đến năm 1995, con số lưu hành tăng lên đến 6,53 triệu bản. Cựu tổng biên tập tạp chí Masahiko Ibaraki (2003-2008) tuyên bố tạp chí đạt giới hạn tới mốc này nhờ "các tựa truyện đình đám như Dragon Ball, Slam Dunk, và những bộ khác." Sau khi chạm đỉnh điểm này, con số lưu hành tiếp tục giảm. Số Tết năm 1998 là lần đầu tiên trong 24 năm Weekly Shōnen Jump đánh mất ngôi vị tạp chí shōnen manga bán chạy nhất (bán được 4.15 triệu bản), nhường lại cho tạp chí Weekly Shōnen Magazine (với 4.45 triệu bản). Mãi cho đến năm 2007, tạp chí mới thấy lần tăng đầu tiên trong 11 năm, từ 2.75 triệu lên đến 2.78 triệu bản in. Sự gia tăng đó theo Ibaraki là nhờ One Piece.. Thị hiếu hiện nay lại tập trung nhiều vào những phim nổi tiếng và có nhiều đồ chơi như Jujutsu kaisen hay MHA và Jujutsu Kaisen.
Bằng việc phát hành shōnen manga, tạp chí nhắm mục tiêu đến giới thiếu niên trẻ tuổi. Tuy nhiên, Index Digital cho biết, năm 2005 tạp chí không phải shōjo  ưa thích của những nữ độc giả tầm tuổi tiểu và trung học là Weekly Shōnen Jump với 61.9%. Củng cố báo cáo trên, Oricon đã tiến hành một cuộc thăm dò 2.933 độc giả nữ Nhật Bản về tạp chí manga yêu thích của họ trong năm 2007. Kết quả Weekly Shōnen Jump là lựa chọn số một, nguyên do nhờ các tựa truyện One Piece, Death Note, và Hoàng tử Tennis. Năm 2009, báo cáo cho biết 62,9% độc giả của tạp chí nằm ở độ tuổi dưới mười bốn.